# Arnoldus van de Gevel
Arnoldus van de Gevel (Eindhoven, 27 september 1660 – aldaar, 30 september 1726) was een jaar lang, van 1 mei 1697 tot 30 april 1698, burgemeester van Eindhoven.
Zijn eigenlijke professie was molenaar en handelaar.
Hij huwde met Henrica Bogaerts. Zijn dochter Dymphna trouwde met de Lieshoutse bierbrouwer Laurentius Moorrees wiens bedrijf uiteindelijk zou uitgroeien tot het huidige Bavaria. Na het overlijden van zijn eerste vrouw ging Van de Gevel een echtverbintenis aan met Maria van de Morselaar.